# آنایاما نوبوکیمی

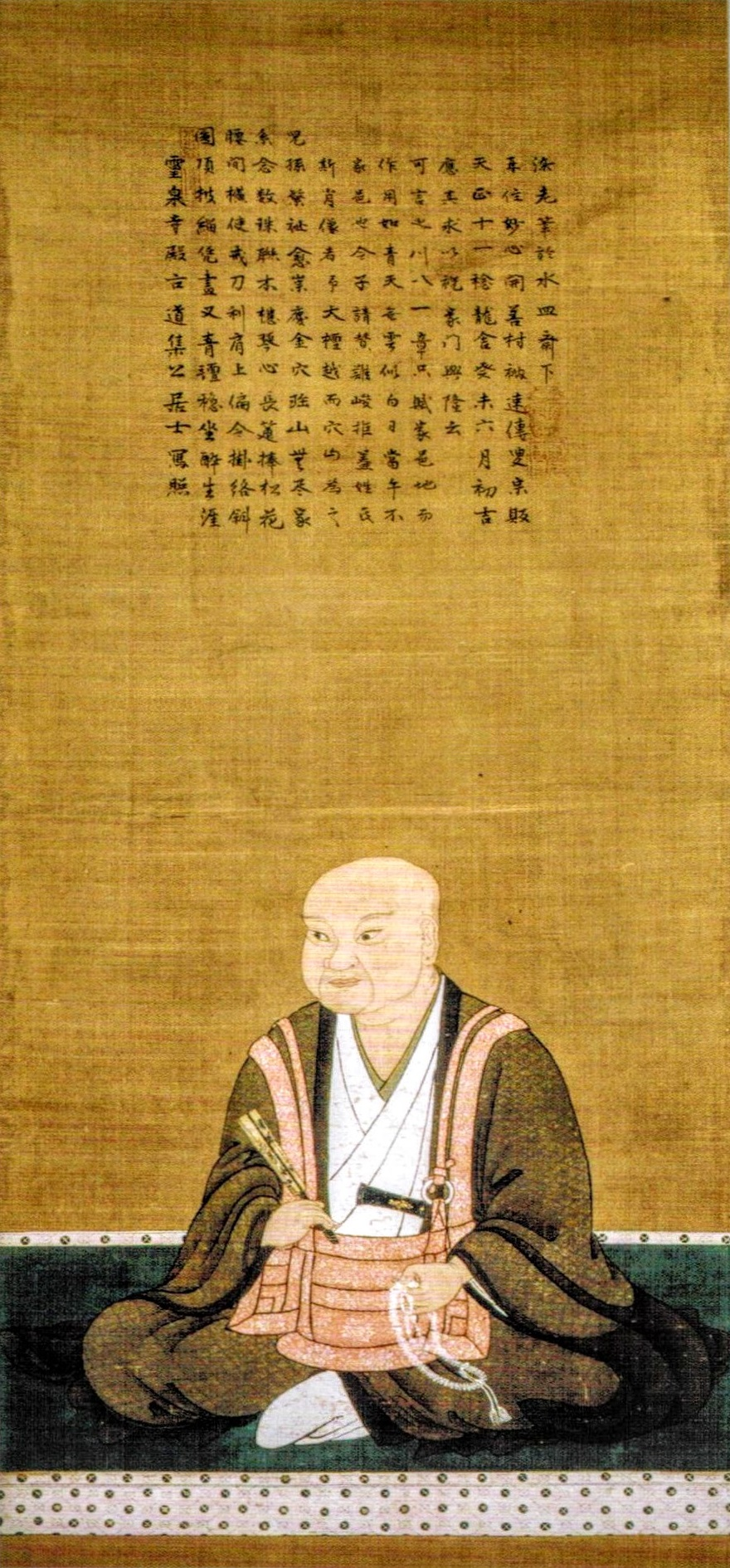
آنایاما نوبوکیمی

آنایاما نوبوکیمی (به ژاپنی: 穴山 信君 Anayama Nobukimi) (۱۵۴۱ – ۲۱ ژوئن، ۱۵۸۲) یک سامورایی در دوره آزوچی–مومویاما و یکی از ۲۴ ژنرال تاکدا شینگن بود.
کنشو-این دومین دختر تاکدا شینگن همسر اصلی او بود.